# Achim von Arnim

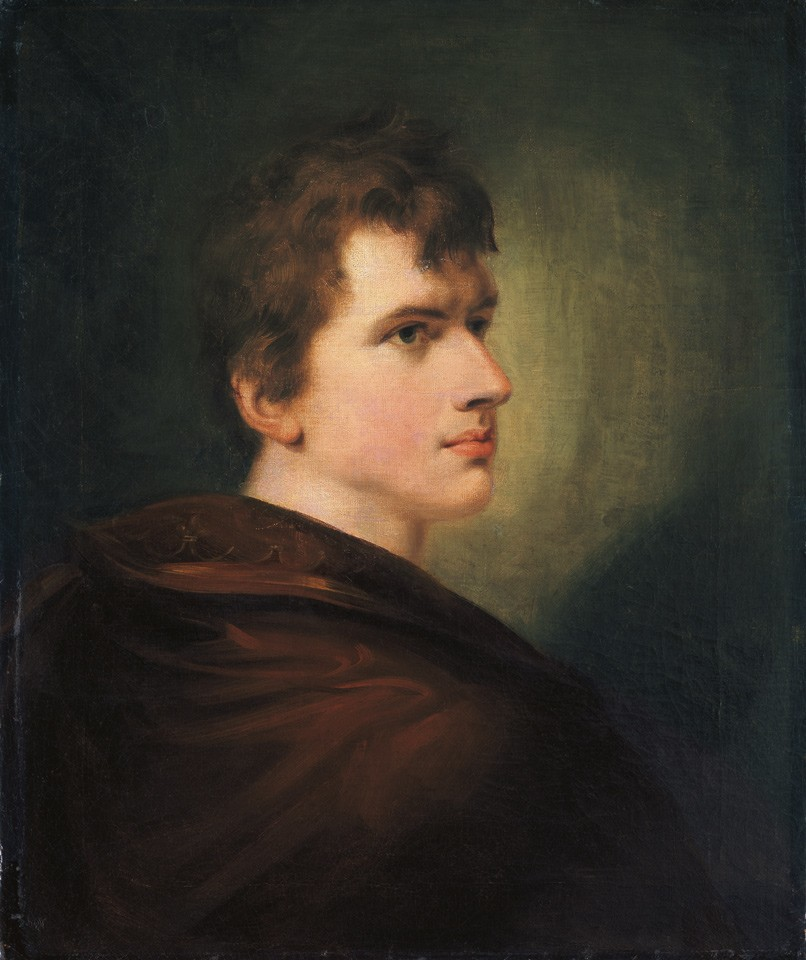
Achim von Arnim, Gemälde von Eduard Ströhling

Carl Joachim Friedrich Ludwig „Achim“ von Arnim (* 26. Januar 1781 in Berlin; † 21. Januar 1831 in Wiepersdorf, Kreis Jüterbog-Luckenwalde) war ein deutscher Schriftsteller. Neben Clemens Brentano und Joseph von Eichendorff gilt er als ein wichtiger Vertreter der Heidelberger Romantik.

## Leben

### 1781 bis 1800
Arnims Vater war der wohlhabende Königlich Preußische Kammerherr Joachim Erdmann von Arnim, der dem Adelsgeschlecht Arnim aus dem uckermärkischen Familienzweig Blankensee entstammte und Gesandter des preußischen Königs in Kopenhagen und Dresden und später Intendant der Berliner Königlichen Oper war. Arnims Mutter Amalie Caroline von Arnim, geborene von Labes, starb drei Wochen nach seiner Geburt.

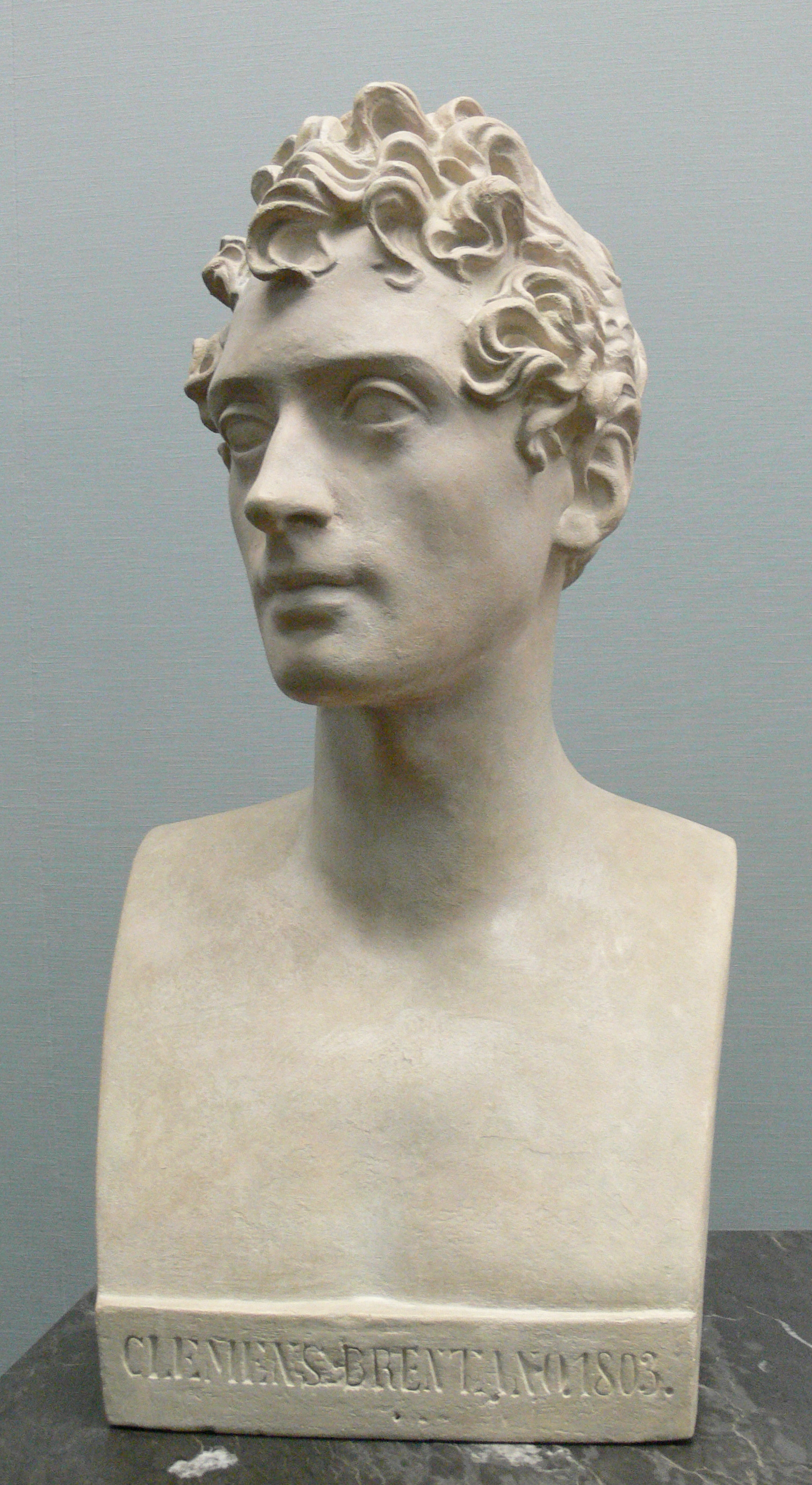
Clemens Brentano 1803

Arnim verbrachte Kindheit und Jugend zusammen mit seinem älteren Bruder Carl Otto bei seiner Großmutter Caroline von Labes in Zernikow und Berlin, wo er von 1793 bis 1798 das Joachimsthalsche Gymnasium besuchte. Er studierte von 1798 bis 1800 Rechts- und Naturwissenschaften und Mathematik in Halle (Saale). Noch als Student schrieb er zahlreiche naturwissenschaftliche Texte, unter anderem den Versuch einer Theorie der elektrischen Erscheinungen sowie Aufsätze in den Annalen der Physik.
Im Haus des Komponisten Johann Friedrich Reichardt lernte er Ludwig Tieck kennen, dessen literarische Arbeiten er bewunderte. 1800 wechselte Arnim zum naturwissenschaftlichen Studium nach Göttingen, wo er Johann Wolfgang von Goethe und Clemens Brentano begegnete. Unter deren Einfluss wandte er sich von den naturwissenschaftlichen Schriften eigenen literarischen Arbeiten zu. Nach Beendigung des Studiums im Sommer 1801 schrieb er, beeinflusst von Goethes Werther, seinen Erstlingsroman Hollin’s Liebeleben.

### 1801 bis 1809

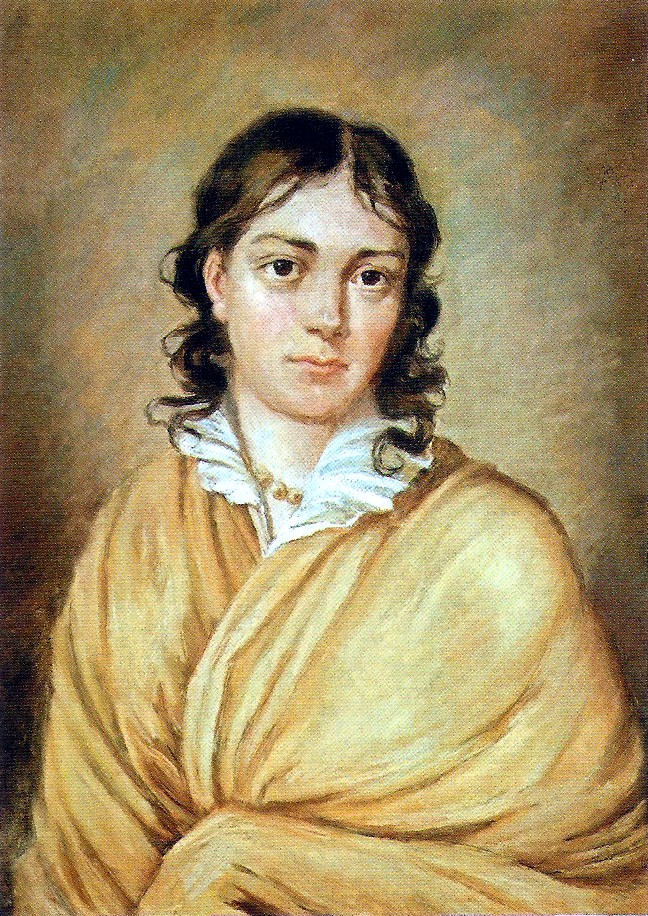
Bettina Brentano

Arnim unternahm von 1801 bis 1804 eine Bildungsreise quer durch Europa zusammen mit seinem Bruder Carl Otto. 1802 begegnete er in Frankfurt erstmals seiner späteren Frau Bettina und bereiste zusammen mit Clemens Brentano den Rhein. Ende 1802 besuchte er auf Schloss Coppet Frau von Staël und 1803 traf er in Paris erstmals Friedrich Schlegel. In diesem Jahr reiste Arnim weiter nach London und blieb bis Sommer 1804 in England und Schottland.
Nach seiner Rückkehr entwarfen Arnim und Brentano erste konkrete Pläne zur Herausgabe einer Volksliedersammlung, die schließlich 1805 unter dem Titel Des Knaben Wunderhorn erschien. Arnim ging mit Goethe in Weimar die gesammelten und teils von Arnim und Brentano stark bearbeiteten Lieder der Sammlung durch. Der mit ihm befreundete Werner von Haxthausen schenkte den Band schon 1806 seiner Halbschwester Therese, Mutter der damals 9-jährigen Dichterin Annette von Droste-Hülshoff. 1805 traf er in Frankfurt den Rechtsgelehrten Friedrich Karl von Savigny (1779–1861), der ihn schätzen lernte und mit dem ihn eine lebenslange Freundschaft verband. Seit dem 11. November 1808 schrieben sie sich regelmäßig.
Die Veröffentlichung weiterer Bände verzögerte sich durch den Deutsch-Französischen Krieg. Nach der Niederlage Preußens bei Jena und Auerstedt folgte Arnim dem geflohenen Königshof nach Königsberg. Dort machte er im Kreis um den Reformer Freiherrn vom Stein politische Vorschläge. 1807 reiste Arnim zusammen mit Reichardt zu Goethe nach Weimar, wo auch Clemens und Bettina Brentano waren. Gemeinsam fuhren sie nach Kassel, wo Arnim erstmals die Brüder Grimm traf, mit denen er sein Leben lang befreundet blieb.
Arnim zog 1808 nach Heidelberg, Clemens Brentano folgte ihm und dort vollendeten sie ihre Arbeit an der Volksliedersammlung. Der zweite und dritte Band des Wunderhorns erschien und außerdem schrieb Arnim Aufsätze für die Heidelbergischen Jahrbücher. In dem Kreis von Romantikern um Joseph Görres, dem die Heidelberger Romantik ihren Namen verdankt, gab Arnim die Zeitung für Einsiedler heraus, an der neben Brentano, Görres und den Brüdern Grimm auch Tieck, Friedrich Schlegel, Jean Paul, Justinus Kerner und Ludwig Uhland mitarbeiteten. Dieser Kreis wandte sich überwiegend aus politischen Gründen dem Mittelalter zu, um über diese Epoche eine nationale Einheit zu stiften, der ästhetische Aspekt interessierte dabei weniger. Arnim verließ Heidelberg Ende 1808 und besuchte Goethe auf dem Heimweg nach Berlin. Seit 1809 lebte Arnim in Berlin, wo er sich erfolglos um ein Amt im preußischen Staatsdienst bewarb.

### 1810 bis 1831
In Berlin veröffentlichte Arnim seine Novellensammlung Der Wintergarten, arbeitete für Kleists Berliner Abendblätter und gründete 1811 die Deutsche Tischgesellschaft, später Christlich-Deutsche Tischgesellschaft genannte patriotische Vereinigung, zu der zahlreiche Politiker, Professoren, Militärs und Künstler der Berliner Gesellschaft gehörten und in der nur christlich getaufte Männer Zutritt hatten.

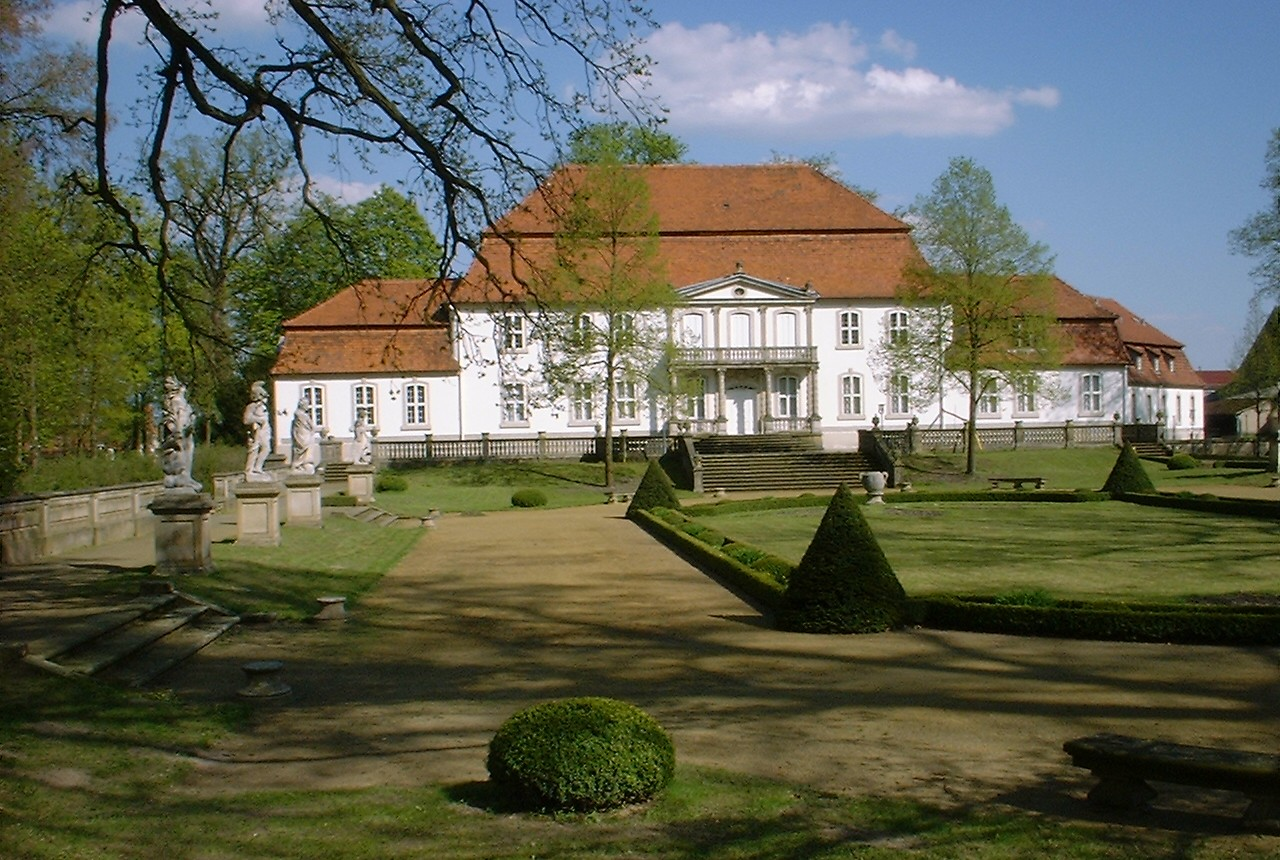
Schloss Wiepersdorf

1810 verlobte sich Arnim mit Bettina, das Paar heiratete am 11. März 1811. Die Arnims hatten sieben Kinder: Freimund, Siegmund, Friedmund, Kühnemund, Maximiliane, Armgart und Gisela von Arnim (1827–1889). Das Paar lebte meist getrennt, sie in Berlin, er auf seinem Gut Wiepersdorf. Bald nach der Hochzeit reisten sie gemeinsam nach Weimar, um Goethe zu besuchen. Ein heftiger Streit Bettinas mit Goethes Frau Christiane führte zu einer lebenslangen Entfremdung zwischen Goethe und Arnim. 1813 während der Befreiungskriege gegen Napoleon befehligte Arnim als Hauptmann ein Berliner Landsturmbataillon. Von Oktober 1813 bis Februar 1814 war er Herausgeber der Berliner Tageszeitung Der Preußische Correspondent, gab diese Stellung aber wegen Streitigkeiten mit dem Erstherausgeber Barthold Georg Niebuhr auf. Ebenfalls 1813 trat er der Gesetzlosen Gesellschaft zu Berlin bei.
Von 1814 bis zu seinem Tode 1831 (Gehirnschlag) lebte Arnim überwiegend – unterbrochen von gelegentlichen Reisen und längeren Berlinaufenthalten – auf seinem Gut in Wiepersdorf und nahm mit zahlreichen Artikeln und Erzählungen in Zeitungen, Zeitschriften und Almanachen sowie mit Buchveröffentlichungen am literarischen Leben Berlins teil. Seine Frau und die Kinder lebten vor allem in Berlin. 1817 erschien der erste Band seines Romans Die Kronenwächter. Arnim schrieb vor allem für den Gesellschafter und hatte zeitweilig eine eigene Rubrik in der Vossischen Zeitung.
1820 besuchte Arnim Ludwig Uhland, Justinus Kerner, die Brüder Grimm und zum letzten Mal Goethe in Weimar. In seinen letzten Lebensjahren hatte Arnim immer wieder mit finanziellen Problemen zu kämpfen. Großer literarischer Erfolg blieb aus.
Achim von Arnim starb am 21. Januar 1831 in Wiepersdorf.

## Werk und Wirkung
Arnim hinterließ eine Fülle von Dramen, Novellen, Erzählungen, Romanen, Gedichten und anderen Arbeiten. Er wird heute zu den bedeutendsten Vertretern der deutschen Romantik gezählt.

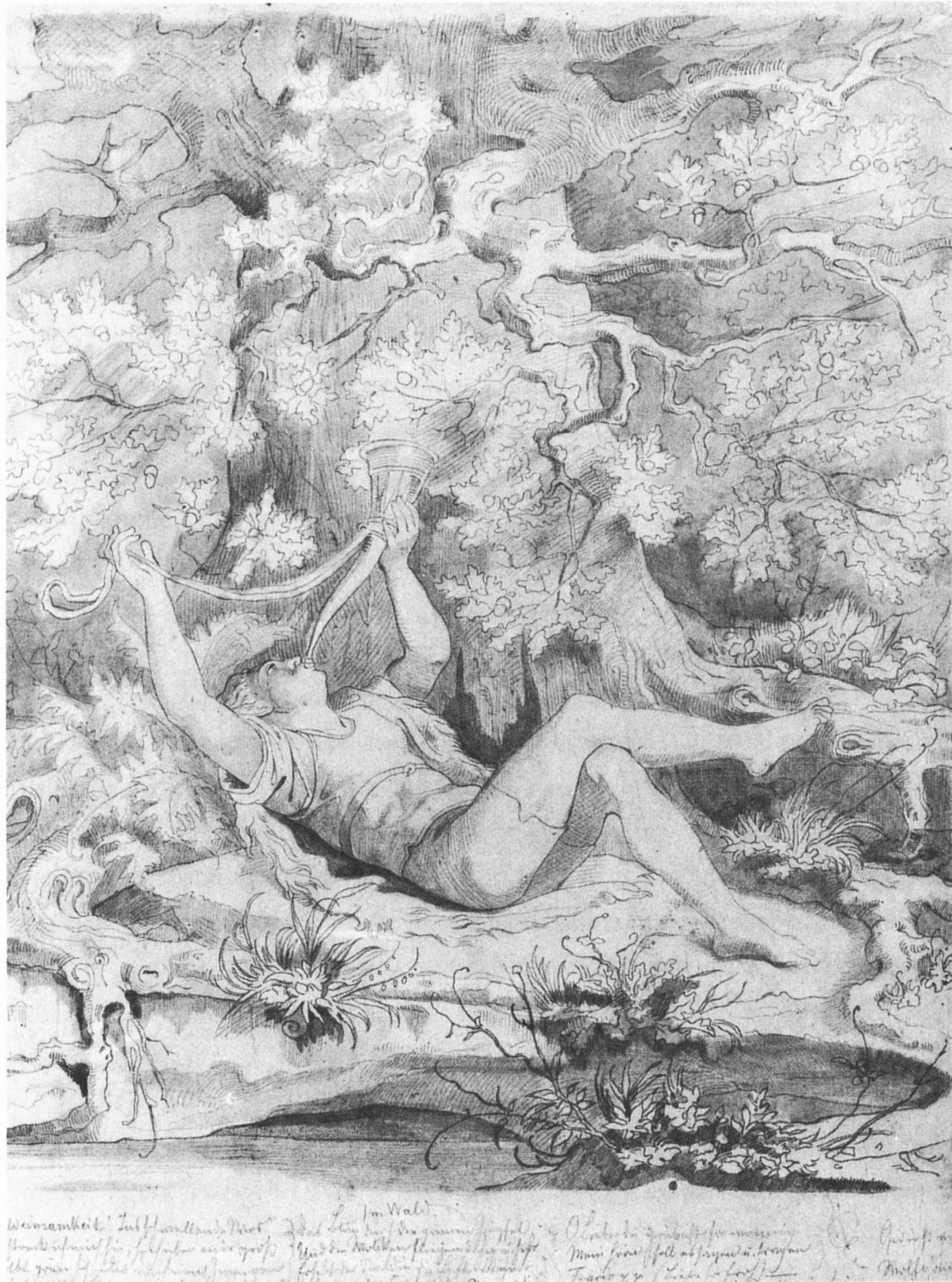
Des Knaben Wunderhorn (Entwurf eines Gemäldes von Moritz von Schwind)

Vor allem über das Wunderhorn wirkte er auf Spätromantiker und Realisten ein wie etwa Eduard Mörike, Heinrich Heine, Ludwig Uhland und Theodor Storm. Die Sammlung enthält etwa 600 Bearbeitungen deutscher Volkslieder und gehört zu den wichtigsten Zeugnissen einer von der Romantik propagierten Volksdichtung. Enthalten sind Liebes-, Kinder-, Kriegs- und Wanderlieder vom Mittelalter bis ins 18. Jahrhundert. Goethe empfahl Des Knaben Wunderhorn zur Lektüre über alle Standesgrenzen hinweg, da es ihm für die einfachste Küche ebenso wie für das Klavier der Gelehrten geeignet erschien.
Arnims Novellen zeugen von der Hinwendung des Autors zum Übernatürlichen. Die Erzählung Isabella von Ägypten vermischt Fiktion und Realität und nimmt so Elemente des Surrealismus vorweg; die traumhafte Phantastik wird mit historischen Bezügen verbunden. Poetologisch stellte Arnim seine Literatur in den Dienst der politischen Erneuerung, die er nicht durch politische Arbeit, sondern in der Kunst verwirklichen wollte. Deshalb hat er öfter volkstümliche Stoffe wiederbelebt. Arnims unvollendet gebliebener Roman Die Kronenwächter trieb die Erneuerung des historischen Romans in Deutschland voran. Er zeigt Missstände von Arnims Gegenwart in Form einer geschichtlichen Erzählung.
Als Lyriker wird Arnim weniger als die Zeitgenossen Brentano und Eichendorff wahrgenommen, obwohl er ein reiches und vielgestaltiges lyrisches Werk hinterlassen hat; auch fast alle seine erzählerischen Werke enthalten Gedichte und Lieder.
Die zeitgenössischen Urteile über Arnim gingen weit auseinander: Heine schrieb, Arnim sei „ein großer Dichter und einer der originellsten Köpfe der romantischen Schule. Die Freunde des Phantastischen würden an diesem Dichter mehr als an jedem anderen deutschen Schriftsteller Geschmack finden.“ Goethe dagegen sah Arnims Werk als ein Fass, an dem der Küfer vergessen habe, die Reifen festzuschlagen.
1995 gründeten die Herausgeber der historisch-kritischen Weimarer Arnim-Ausgabe (WAA) die Internationale Arnim-Gesellschaft mit Sitz in Erlangen. Der 1991 gegründete Freundeskreis Schloss Wiepersdorf e. V. richtete mit Unterstützung des Freien Deutschen Hochstifts (Frankfurt am Main) im Schloss Wiepersdorf das Bettina und Achim von Arnim-Museum ein, das Leben und Schaffen des Schriftstellerpaares und seines Umfeldes dokumentiert.

## Antisemitismusvorwürfe
Ein Gegenstand anhaltender Diskussion in der Arnim-Forschung ist der Zusammenhang von nationalem Engagement und antisemitischer Denunziation. Mehrfach, etwa in der Erzählung Die Versöhnung in der Sommerfrische von 1811, benutzt Arnim die traditionelle Gegenüberstellung von Christen und Juden, um ein konstruiertes „deutsches Wesen“ in der Opposition zu einem vermeintlichen „jüdischen Wesen“ zu profilieren. In der Tischrede Über die Kennzeichen des Judentums, die Arnim vor der Deutsch-christlichen Tischgesellschaft hielt, drückt sich – laut Micha Brumlik – „klassischer Antisemitismus aus, wie ihn 100 Jahre später Julius Streichers Hetzblatt Der Stürmer verbreiten sollte“. Darin heißt es u. a.:

„Hat der [als Jude] Verdächtige eine hübsche Frau, so gehe man während der Zeit, die er bei uns verlebt, mit einer Wünschelruthe zu ihr, wie sie die Bergleute zur Entdeckung edler Metalle brauchen, hebt sie sich in ihrer Nähe, so ists gewiß eine verkappte Jüdin, weil diese goldne und silberne Ketten und andere Kleinodien meist aus Vorsorge und Aberglauben an sich tragen. Man verfahre dann nach Belieben.“

In zahlreichen seiner literarischen Werke treten jüdische Figuren auf, die oftmals negativ konnotiert bzw. bis zur Lächerlichkeit überzeichnet sind. Außerhalb der Versöhnung in der Sommerfrische finden sich jüdische Figuren z. B. in Arnims und Brentanos Wunderhorn (1806), in seinem Doppeldrama Halle und Jerusalem (1811) sowie in der Erzählung Die Majoratsherren (1819).

## Werke

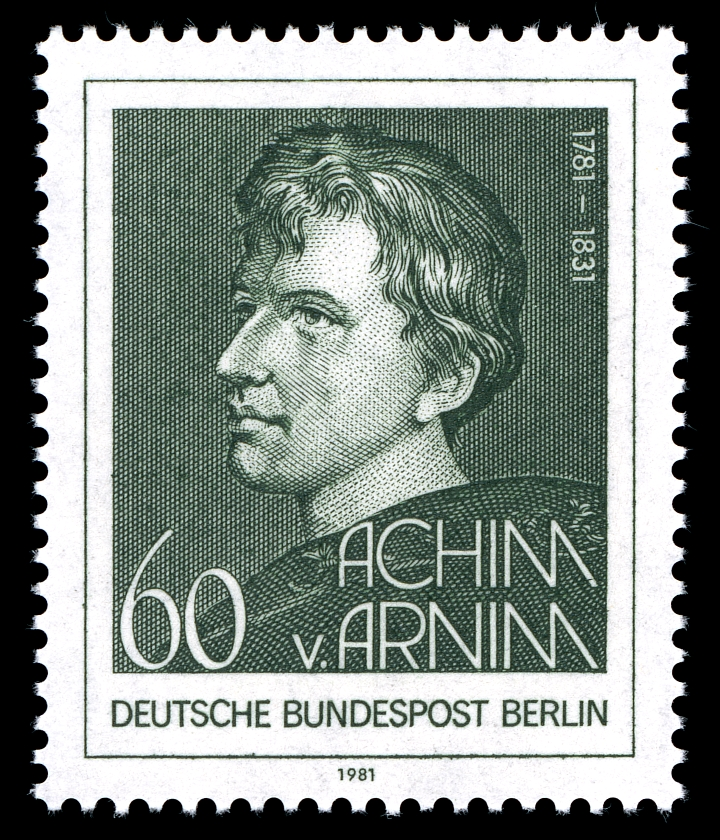
Berliner Sonderbriefmarke zum 200. Geburtstag 1981

### Romane
- Hollin’s Liebeleben. 1802 (online).
- Ariel's Offenbarungen. 1804 (online).
- Armut, Reichtum, Schuld und Buße der Gräfin Dolores. 1810 (Neuausg. 2017).
- Die Kronenwächter. Band 1: Bertholds erstes und zweites Leben. 1817 (Band 2 wird als Fragment 1854 aus dem Nachlass von Ehefrau Bettina bearbeitet herausgegeben.) (online).

### Erzählungen
- Aloys und Rose. 1803
- Erzählungen von Schauspielen. 1803
- Mistris Lee in der Sammlung Der Wintergarten. 2 Bände. 1809
- Isabella von Ägypten, Kaiser Karl des Fünften erste Jugendliebe. 1812
- Melück Maria Blainville. 1812
- Die drei liebreichen Schwestern und der glückliche Färber. 1812
- Angelika, die Genueserin, und Cosmus, der Seilspringer. 1812
- Die Einquartierung im Pfarrhause. 1817
- Frau von Saverne. 1817
- Die Weihnachts-Ausstellung. 1817
- Der tolle Invalide auf dem Fort Ratonneau. 1818 (Digitalisat und Volltext im Deutschen Textarchiv)
- Seltsames Begegnen und Wiedersehen. 1818
- Die zerbrochene Postkutsche. 1818
- Juvenis. 1818
- Fürst Ganzgott und Sänger Halbgott. 1818
- Die Majoratsherren. 1819
- Owen Tudor. 1820
- Die Kirchenordnung. 1822
- Raffael und seine Nachbarinnen. 1824
- Die Verkleidungen des französischen Hofmeisters und seines deutschen Zöglings. 1823
- Metamorphosen der Gesellschaft in der Sammlung Landhausleben. 1826
- Die Ehenschmiede 1839

### Dramen
- Halle und Jerusalem. Studentenspiel und Pilgerabenteuer. 1811
- Das Loch oder Das wiedergefundene Paradies. 1811
- Schaubühne. Sammlung. 1813
- Die Gleichen. 1819
- Die Päpstin Johanna. 1846

### Lyrik

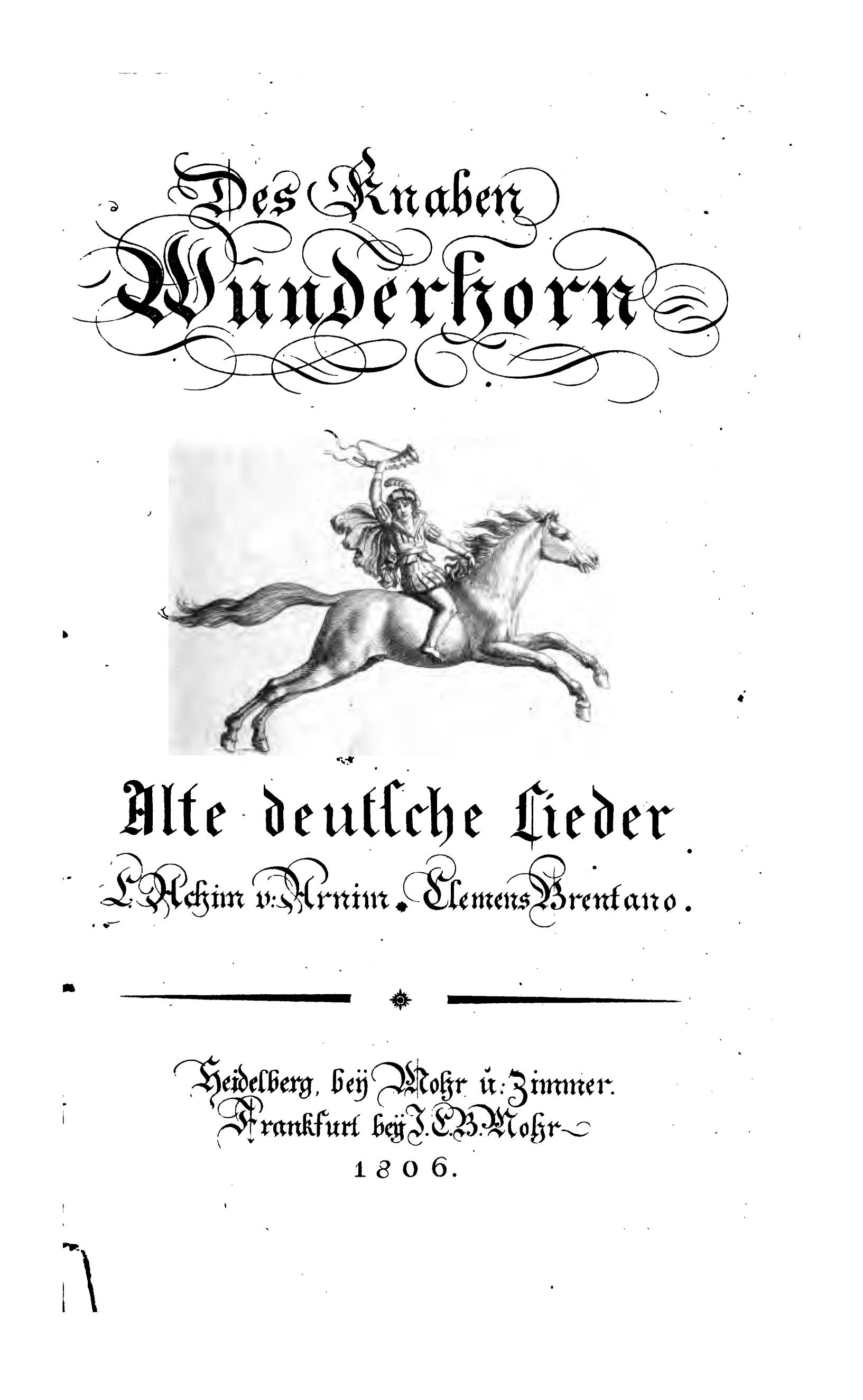
Des Knaben Wunderhorn. Titelblatt der Erstausgabe von 1805

- Des Knaben Wunderhorn. Volksliedersammlung in 3 Bänden. Mit Clemens Brentano. 1805, 1806 und 1808
  - Band 1. 1806. (Digitalisat und Volltext im Deutschen Textarchiv)
  - Band 2. 1808. (Digitalisat und Volltext im Deutschen Textarchiv)
  - Band 3. 1808. (Digitalisat und Volltext im Deutschen Textarchiv)
- Kriegslieder. 1806
- Gedichte. 1856, 1976

### Novellen
- Novellen, mit einem Nachwort versehen von Rudolf Kayser, Roland-Verlag, München 1918[9]

### Verschiedenes
- Versuch einer Theorie der elektrischen Erscheinungen. Johann Jacob Gebauer, Halle 1799.
- Von Volksliedern. 1805
- Tröst Einsamkeit. Buchausgabe der von Arnim herausgegebenen Zeitung für Einsiedler. 1808
- Christopher Marlowe: Doktor Faustus. Übersetzung und Vorwort von Arnim. 1818
- Aufsätze und Erinnerungen eines Reisenden. 1829
- Hartwig Schultz (Hrsg.): Achim von Arnim – Clemens Brentano. Freundschaftsbriefe, illustriert, 2 Bände, Reihe Die Andere Bibliothek, Eichborn Verlag, Frankfurt am Main 2000, ISBN 978-3-8218-4700-9.

## Ehrungen und Andenken
In Göttingen wurde 1909 eine Göttinger Gedenktafel an seinem Göttinger Wohnhaus in der Prinzenstraße 10/12 angebracht.
1941 wurde die Arnimstraße in Hamburg-Osdorf nach Achim von Arnim benannt.
Am 2. April 1999 wurde der Asteroid (8055) Arnim nach ihm benannt.